# Pirometro

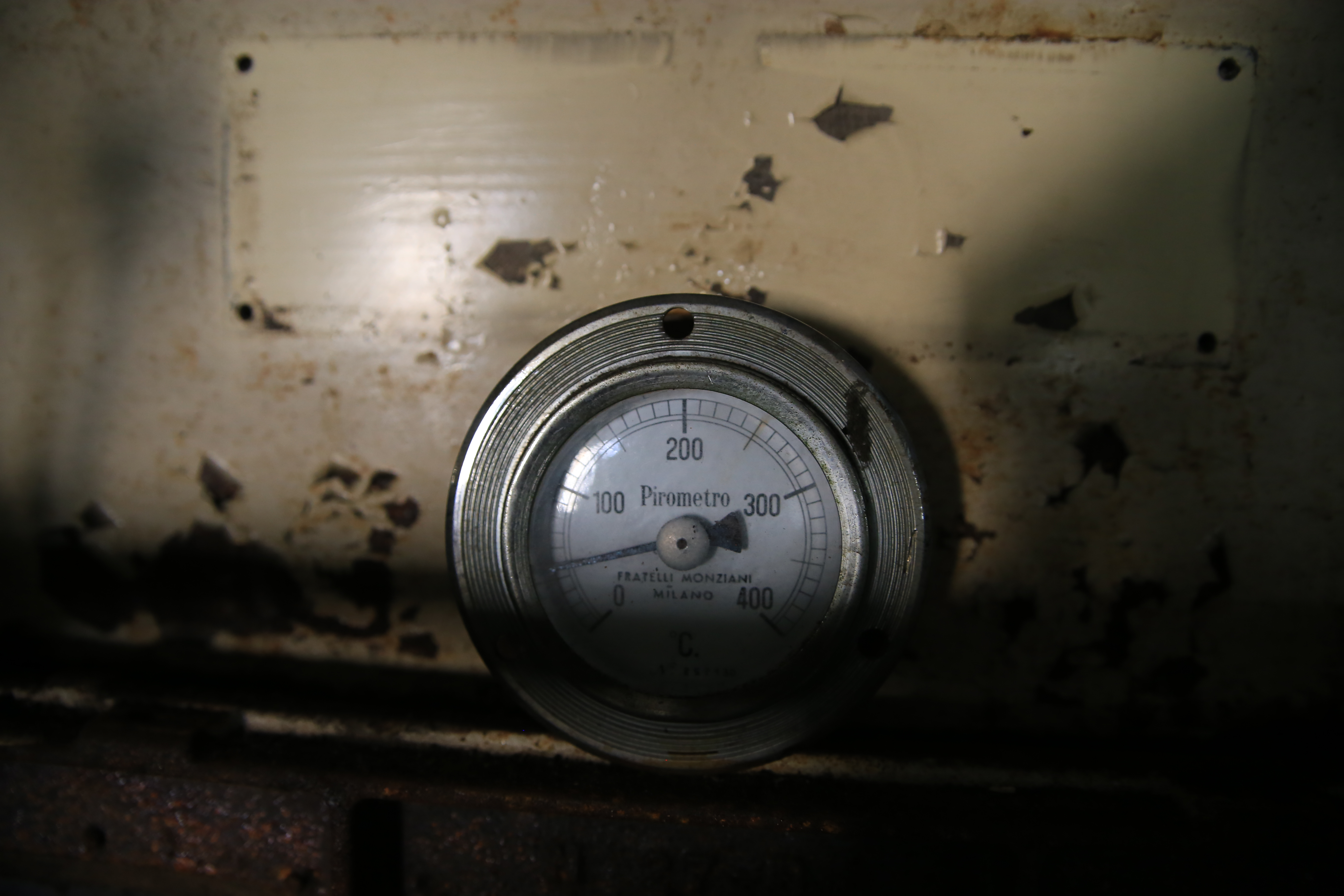
Pirometro. Ex Manicomio di Mombello, Limbiate, Milano. 14 settembre 2014.

Il pirometro è il primo tipo di termometro a irraggiamento, inventato da Wedgwood per misurare la temperatura delle fornaci da ceramica: consiste in un sistema con uno schermo, su cui confrontare la radiazione visibile proveniente dal corpo e quella di una lampada a incandescenza in serie con un reostato.

## Descrizione
L'intensità luminosa della lampada viene fatta coincidere con quella del corpo, quindi viene misurata la temperatura della stessa da un termometro a filamento accoppiato allo schermo, quindi alla stessa temperatura del corpo emettente. Viene utilizzato specialmente nel caso di temperature elevate fino a 3000 °C e perciò tarato con il punto triplo dell'oro: 1337.65 K. Con pirometro totale, invece, ci si riferisce ad una combinazione di un globotermometro con un impianto ottico, che vi faccia convergere la radiazione del corpo, in modo da approssimare la sua temperatura radiante in base alla legge di Stefan-Boltzmann: 
{\displaystyle T={\frac {S_{2}}{S_{1}}}{\frac {4\pi }{\Delta \Omega }}\left({\frac {\varepsilon (T_{2})}{k}}T_{2}^{4}+{\frac {\varepsilon (T_{1})}{k}}T_{1}^{4}\right)^{1/4}}
dove {\displaystyle T_{1}} è la temperatura media radiante della sorgente e {\displaystyle T_{2}} quella dell'assorbitore, {\displaystyle \varepsilon (T)} è l'emissività dei materiali, {\displaystyle S_{1}} è la superficie della sorgente, {\displaystyle S_{2}} la superficie dell'assorbitore e {\displaystyle {\frac {\Delta \Omega }{4\pi }}} è la frazione di angolo solido vista dall'assorbitore, k un coefficiente che tiene conto dell'emissività della sorgente.

## Pirometro bicolore (Ratio pyrometer)
Un Pirometro bicolore utilizza il rapporto tra l'energia infrarossa, che entra nel dispositivo e relativa a due lunghezze d'onda diverse, in modo da conoscere la temperatura del corpo senza conoscerne l'emissività.